# Jefrem (Kycaj)
Jefrem (světským jménem: Ivan Stepanovyč Kycaj; * 5. července 1966, Zaškovyči) je ukrajinský duchovní Ukrajinské pravoslavné církve Moskevského patriarchátu a metropolita kryvorižský a nikopolský.

## Život
Narodil se 5. července 1966 ve vesnici Zaškovyči Lvovské oblasti.
Navštěvoval střední školu ve vesnici Zavydovyči a následně pokračoval ve studiu na kuchařském učilišti ve Lvově.
V letech 1985–1987 sloužil v řadách Sovětské armády. Po demobilizaci se stal psalomščikem v chrámu svatého apoštola Filipa v Novgorodu. Od roku 1988 studoval na Moskevském duchovním semináři, který dokončil roku 1992.
Roku 1992 byl zapsán mezi bratry Kyjevskopečerské lávry. Dne 25. září stejného roku byl postřižen na monacha se jménem Jefrem na počest svatého Jefrema Pečerského. O dva dny později byl rukopoložen na hierodiakona a 10. října na jeromonacha. Po vysvěcení byl ustanoven blagočinným lávry.
Dne 1. ledna 1994 byl povýšen na archimandritu.
Roku 1996 dokončil studium na Kyjevské duchovní akademii s titulem kandidáta bohosloví.
Dne 12. září 1996 jej Svatý synod Ukrajinské pravoslavné církve zvolil biskupem kryvorižským a nikopolským. Následující den proběhla v Kyjevskopečerské lávře jeho biskupská chirotonie. Světiteli byli metropolita kyjevský a celé Ukrajiny Volodymyr (Sabodan), metropolita oděský a izmailský Agafangel (Savvin), arcibiskup rovenský a ostrožský Varfolomij (Vaščuk), arcibiskup doněcký a mariupolský Ilarion (Šukalo) a biskup žytomyrský a novohrad-volynský Gurij (Kuzmenko).
Dne 9. července 2006 byl povýšen na arcibiskupa.
Dne 22. listopadu 2006 se stal předsedou Synodní komise pro kanonizaci svatých.
Dne 8. května 2008 byl osvobozen od funkce předsedy komise pro kanonizaci svatých a jmenován předsedou Synodního oddělení pro náboženské vzdělávání a katechezi. Dne 11. listopadu byl osvobozen i od této funkce.
Dne 17. srpna 2015 byl povýšen na metropolitu.